# Gloria (Filippine)
Gloria è una municipalità di quarta classe delle Filippine, situata nella provincia di Mindoro Orientale, nella regione Mimaropa.
Gloria è formata da 27 barangay:
- Agsalin
- Agos
- Alma Villa
- Andres Bonifacio
- Balete
- Banus
- Banutan
- Bulaklakan
- Buong Lupa
- Gaudencio Antonino
- Guimbonan
- Kawit
- Lucio Laurel
- Macario Adriatico

- Malamig
- Malayong
- Maligaya (Pob.)
- Malubay
- Manguyang
- Maragooc
- Mirayan
- Narra
- Papandungin
- San Antonio
- Santa Maria
- Santa Theresa
- Tambong